# Філіпп Цох
Філіпп Цох (нім. Philipp Zoch; 2 січня 1892, Аахен — 24 травня 1949, Віттліх) — німецький воєначальник, генерал-лейтенант люфтваффе (1 квітня 1942).

## Біографія
11 березня 1912 року вступив в 145-й піхотний полк. Учасник Першої світової війни, в березні-травні 1915 року пройшов підготовку льотчика-спостерігача в 1-му запасному авіазагоні. З травня 1915 по квітень 1917 року — льотчик-спостерігач і офіцер з аерофотозйомки 24-го саксонського польового авіазагону. З грудня 1917 року служив в штабі командувача авіації 4-ї, з лютого 1918 — 18-й армії.
Після демобілізації залишений в рейхсвері, служив у піхоті, а також офіцером аерофотозйомки. З 15 червня 1925 року — командир роти 5-го піхотного полку. З 1 жовтня 1928 по 31 травня 1930 року навчався на секретних курсах при головній аерофотостанції в Берліні (у цей період він офіційно вважався у відставці). З 1 квітня 1930 року — референт з авіації при штабі 3-го військового округу. 1 квітня 1934 року переведений в люфтваффе і призначений начальником оперативного відділу штабу 2-го авіаційного округу. З 1 жовтня 1934 року — начальник училища бомбардувальної авіації і комендант авіабази в Фассберзі, з 1936 року — в Тутові.
З 1 лютого 1938 року — командир 355-ї, з 28 липня 1939 року — 52-ї бомбардувальної ескадри. Під час Польської кампанії з 1 вересня 1939 року командував авіацією 3-ї армії. З 25 жовтня 1939 року — командувач авіації 6-ї армії. Під час Французької кампанії з 1 квітня 1940 року командував авіацією групи армій «D», з 6 серпня 1941 року — «C», з 1 червня 1941 року — «Центр». В перші дні Німецько-радянської війни керував координацією дій авіації щодо підтримки сухопутних військ на центральній ділянці фронту. Після провалу наступу під Москвою 14 грудня 1941 року відкликаний з фронту і призначений вищим командиром розвідувальної авіації. 17 травня 1943 року переведений в резерв ОКЛ, потім був генералом для особливих доручень і уповноваженим при командувачі ППО. 30 серпня 1944 року знову переведений в резерв, а 28 лютого 1945 року звільнений у відставку. 6 травня 1945 року взятий в полон американськими військами. 5 червня 1947 року звільнений.

## Нагороди
- Залізний хрест 2-го і 1-го класу
- Нагрудний знак пілота-спостерігача (Пруссія) (червень 1915)
- Орден Альберта (Саксонія), лицарський хрест 2-го класу з мечами
- Королівський орден дому Гогенцоллернів, лицарський хрест з мечами
- Пам'ятний знак пілота (Пруссія) (29 вересня 1919)
- Почесний хрест ветерана війни з мечами
- Медаль «За вислугу років у Вермахті» 4-го, 3-го, 2-го і 1-го класу (25 років)
- Медаль «У пам'ять 13 березня 1938 року»
- Медаль «У пам'ять 1 жовтня 1938»
- Застібка до Залізного хреста 2-го і 1-го класу
- Орден «За військові заслуги» (Болгарія)
- Імперський орден Ярма та Стріл, великий хрест (Іспанія; 12 травня 1941)[1]